# Opoku Nti
Samuel Opoku Nti (* 23. Januar 1961 in Kumasi) ist ein ehemaliger ghanaischer Fußballspieler.

## Karriere
Er war einer der ghanaischen Topfußballer Anfang bis Mitte der 1980er Jahre. Er gewann mit der ghanaischen Fußballnationalmannschaft 1982 den Africa-Cup. Er nahm als Spieler auch am Africa-Cup 1984 und 1992 teil. Wobei er 1992 den Spielen mehrheitlich von der Ersatzbank aus zuschauen musste, da ihm die weit weniger erfahrenen Mohammed Gargo, Stanley Aboraa und Nii Lamptey vorgezogen wurden. Die African Sportswriters Association ernannte ihn 1983 zum besten Spieler Afrikas. Dies war das Jahr, in dem das Team von Opoku Nti Asante Kotoko durch den Sieg gegen Ägyptens Al-Ahly im Finale in Kumasi die Afrika-Klub-Meisterschaft gewinnen konnte.
Im Jahr 1984 kam Opoku Nti in die Schweiz (Servette FC). Danach spielte er beim FC Aarau und beim FC Baden. Zum Schluss seiner Karriere wechselte er zum FC Glarus.